# Acciaio strutturale

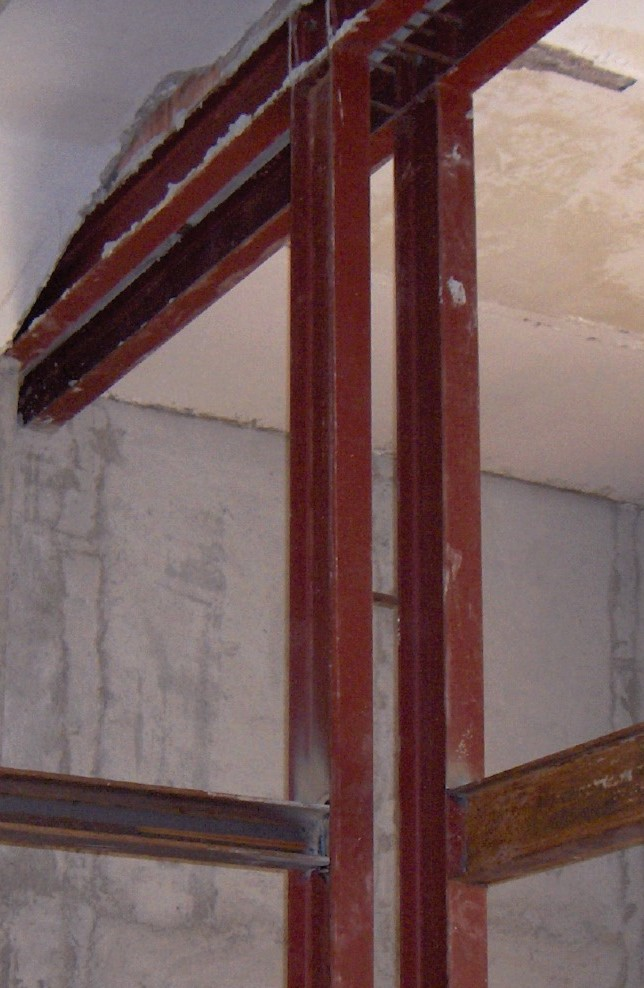
Esempio di utilizzo dell'acciaio come elemento strutturale: nodi trave-colonna con IPE e HE

Con acciaio strutturale o acciaio da costruzione si indica il tipo di acciaio utilizzato come materiale da costruzione nel campo dell'ingegneria civile e adoperato per la realizzazione di:
- costruzioni metalliche: travi reticolari, tralicci, utilizzato come elemento strutturale portante;
- opere in calcestruzzo armato ordinario: acciaio da armatura ordinaria o lenta;
- opere in calcestruzzo armato precompresso: acciaio da carpenteria per la cosiddetta "armatura lenta" ed acciaio da precompressione per cavi, barre, trefoli (pre-tesi e post-tesi).

In particolare la resistenza meccanica, la duttilità, la fragilità, la resistenza fisico-chimica e la durabilità dell'acciaio influenzano pesantemente lo specifico settore di impiego ideale.

## Descrizione

### Produzione
Tra i prodotti siderurgici quelli principalmente utilizzati nelle costruzioni sono i prodotti finiti laminati a caldo.

### Classificazione in base alla composizione chimica
Al variare del contenuto di carbonio, nell'acciaio si modificano alcuni parametri fisico - meccanici importanti.

Nello specifico, minore è il tasso di carbonio minore è la resistenza meccanica e la fragilità mentre crescono la duttilità e la saldabilità del ferro.
In base al tasso di carbonio gli acciai si dividono in:
- extra dolci: carbonio compreso tra lo 0,05% e lo 0,15%;
- semidolci: carbonio compreso tra lo 0,15% e lo 0,25%
- dolci: carbonio compreso tra lo 0,25% e lo 0,40%;
- semiduri: carbonio tra lo 0,40% e lo 0,60%;
- duri: carbonio tra lo 0,60% e lo 0,70%;
- durissimi: carbonio tra lo 0,70% e lo 0,80%;
- extraduri: carbonio tra lo 0,80% e lo 0,85%.

Gli acciai da carpenteria metallica di solito sono di tipo dolce perché così l'acciaio ha la caratteristica di duttilità molto importante ad esempio nelle strutture antisismiche.
Nella lega ferro-carbonio si possono trovare elementi chimici accessori, alcuni dei quali non voluti (ad esempio manganese, silicio) altri invece aggiunti appositamente per modificare alcune proprietà (ad esempio il cromo negli acciai inox e il rame in quelli Corten).

In base a quanto sopra, gli acciai si distinguono in:
- acciai non legati sono acciai nel quale i tenori degli elementi di lega rientrano nei limiti indicati dal prospetto I della UNI EN 10020: acciaio al carbonio, acciaio nero[1].
- acciai legati sono acciai per i quali almeno un limite indicato del suddetto prospetto I viene superato.

Per convenzione gli acciai legati si suddividono in:
- bassolegati: nessun elemento al di sopra del 5%: ad esempio acciaio Corten
- altolegati: almeno un elemento di lega al di sopra del 5%.

Le UNI EN 10 020 indicano il tenore massimo degli elementi chimici di lega che caratterizzano l'acciaio non legato, ad esempio:
- manganese: 1,65%;
- silicio: 0,50%;
- rame: 0,40%;
- piombo: 0,40%;
- cromo e nichel: 0,30%;
- molibdeno: 0,08%;
- tungsteno: 0,10%.

### Designazione dell'acciaio strutturale
La norma UNI EN 10027-1 fissa i sistemi di designazione alfanumerica degli acciai.
La designazione in base all'impiego ed alle caratteristiche meccaniche o fisiche (gruppo 1) prevede che l'acciaio strutturale sia definito con una sigla alfanumerica la cui prima è:
- B: per acciaio da utilizzare per le opere in calcestruzzo armato ordinario;
- Y: per acciaio da utilizzare per le opere in calcestruzzo armato precompresso;
- S: per acciaio da utilizzare per le carpenterie metalliche.

Successivamente viene riportato il valore della tensione di snervamento minima in N/mm2 (MPa).
Infine la sigla riporta altre lettere che individuano le caratteristiche dell'acciaio, ad esempio per gli acciai da carpenteria può essere riportato il valore di resilienza:
| Temperatura [°C] | min 27 J | min 40 J |
| ---------------- | -------- | -------- |
| 20               | JR       | KR*      |
| 0                | J0       | K0*      |
| -20              | J2       | K2       |
| -30              | J3*      | K3       |
| -40              | J4*      | K4       |
| * Non usato      |          |          |

Pertanto una sigla S235JR indica un acciaio da carpenteria metallica con tensione di snervamento di 235 N/mm2 e resilienza non inferiore a 27 J a 20 °C

### Diagramma tensione - deformazione

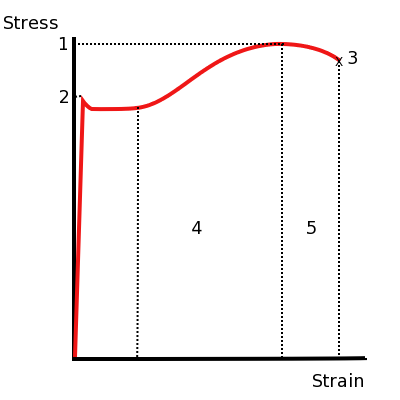
Curva tensione-deformazione metalli duttili

Prova trazione: curva tensione-deformazione.
1: Vero limite elastico
2: Limite di proporzionalità
3: Limite elastico
4: Punto di snervamento

La differenza fra gli acciai duri e quelli duttili è evidenziata dai diagrammi σ-ε di un provino sottoposto a prova di trazione.
Per un acciaio duttile, il primo tratto del diagramma è rettilineo, con legge σ = E ε, e pertanto l'andamento del materiale è elastico lineare. Questo comportamento vale fino al raggiungimento della tensione di proporzionalità σp.

Segue una fase elastica, ma non lineare (il diagramma si incurva), fino al raggiungimento del limite di elasticità σe.

Oltre σe il materiale entra in una fase elasto-plastica fino al raggiungimento del limite di snervamento σy. In questa fase lo scarico del provino comporta l'insorgere di deformazioni permanenti.

Oltre il limite di snervamento il provino denuncia uno stato di instabilità interna: si ha una fase plastica, caratterizzata da grandi deformazioni a tensioni praticamente costanti e diagramma quasi orizzontale. La lunghezza di tale fase è funzione della duttilità dell'acciaio.
Alla fine della fase di snervamento, il provino si stabilizza, e segue una nuova crescita delle tensioni (tratto crescente del diagramma) fino a raggiungere il valore massimo σr.

In questa fase il materiale si incrudisce.

Dopo aver raggiunto σr il provino ha una strizione con decremento della tensione (tratto decrescente del diagramma) fino alla rottura fisica del provino.

I valori σp, σe e σy sono molto vicini fra loro per cui normalmente si considera i tre valori coincidenti e il comportamento elastico lineare fino al limite di snervamento.

Per gli acciai duri, poiché il valore del modulo di Young è uguale per tutti gli acciai, il tratto iniziale del diagramma è coincidente con quello degli acciai duttili.

In questo caso il limite di snervamento è superiore.

Superato il limite di comportamento elastico, la fase plastica è molto corta o in alcuni acciai praticamente assente.

Il provino raggiunge il valore di σr, superato il quale si rompe senza strizione.
Spesso nei diagrammi per acciai duri non è individuabile il limite di snervamento; in questi casi si considera quel valore della tensione che allo scarico ha provocato una determinata deformazione residua, ad esempio dello 0,2%. In questo caso la tensione di snervamento viene indicata con σy,0,2.

## Acciaio per strutture in calcestruzzo armato
L'acciaio per costruzione in calcestruzzo armato è costituito principalmente da barre tonde, della lunghezza standard di 12 m, denominati comunemente tondini.
Le NTC - Norme Tecniche per le Costruzioni richiedono che il laboratorio incaricato delle prove sugli acciai da calcestruzzo armato effettui il riconoscimento del marchio del prodotto e lo attesti nel certificato conseguente alle prove previste dalle stesse norme.
Il marchio del prodotto “acciai da calcestruzzo armato” significa quindi che il prodotto è stato sottoposto in stabilimento alla procedura di qualificazione definita dalla norma in vigore (D.M. in vigore all'epoca della qualificazione) e che l'istruttoria conseguente ha avuto esito positivo in quanto le caratteristiche del prodotto sono risultate coerenti con quanto richiesto dalla norma.

### Classi e caratteristiche meccaniche
In merito all'acciaio da cemento armato normale, o acciaio per armatura lenta, il Decreto Ministeriale 14 gennaio 2008, in vigore dal 1º luglio 2009 prevede l'utilizzo solo delle seguenti classi di acciaio nervato (ad aderenza migliorata):
- B450C (acciaio laminato a caldo): caratterizzato da una tensione di rottura non inferiore a 540 N/mm2; da una tensione di snervamento non inferiore a 450 N/mm2 e da un allungamento totale a carico massimo non inferiore al 7,5%;
- B450A (acciaio trafilato a freddo): caratterizzato da una tensione di rottura non inferiore a 540 N/mm2; da una tensione di snervamento non inferiore a 450 N/mm2 e da un allungamento totale a carico massimo non inferiore al 3% (minore duttilità rispetto al precedente).

La normativa prevede inoltre per l'acciaio B450A una tensione di progetto fyd inferiore a quella dell'acciaio B 450 C infatti per quest'ultimo la tensione di snervamento fyk viene divisa per il solo coefficiente parziale di sicurezza dell'acciaio γms =1,15 secondo la formula:
- fyd = fyk/γms

mentre il secondo anche per un ulteriore coefficiente di modello γe = 1,20 secondo la formula:
- fyd = fyk/(γms*γe)

L'acciaio B 450 C è più duttile ed è l'unico ammesso in zona sismica.

### Tipologia
Il Decreto Ministeriale 14 gennaio 2008 prevede i seguenti tipi di acciaio da cemento armato ordinario:
- barre: in acciaio tipo B450C (6 mm ≤ Ø ≤ 40 mm) e tipo B450A (5 mm ≤ Ø ≤ 10 mm);
- rotoli: in acciaio tipo B450C (Ø ≤ 16 mm) e tipo B450A (Ø ≤10 mm);
- reti e tralicci elettrosaldati: in acciaio tipo B450C (6 mm ≤ Ø ≤ 16 mm) e tipo B450A (5 mm ≤ Ø ≤ 10 mm).

## Acciai per strutture precompresse
Gli acciai da precompressione o acciai armonici sono contraddistinti da un comportamento nettamente diverso rispetto a quello degli acciai da cemento armato ordinario (acciai per armatura lenta).

Infatti gli acciai armonici sono caratterizzati da una elevata resistenza meccanica (elevato valore del carico di snervamento) e da una deformazione plastica relativamente bassa all'atto della rottura.

Comunque, tali acciai devono avere adeguata duttilità all'allungamento.

Non essendo necessario garantire proprietà di saldabilità, si utilizzano tenori di carbonio più elevati rispetto agli acciai per cemento armato ordinario.

### Produzione
L'elevata resistenza è dovuta principalmente alla composizione chimica e precisamente ai seguenti quattro provvedimenti:
- aumento della percentuale di carbonio nella lega: si passa dallo 0,2% circa degli acciai per cemento armato ordinario (acciai dolci) allo 0,6% di un acciaio armonico (acciai duri);
- aggiunta di elementi alliganti: manganese (0,6-1,7%), silicio (0,2-1,6%), vanadio (0,3%), cromo (0,3%);
- incrudimento mediante lavorazione a freddo (processo di trafilatura);
- trattamento termico di tempra o di patentamento.

### Tipologia
L'armatura per precompressione può essere fornita sotto forma di:
- filo: prodotto trafilato a sezione piena con diametro variabile tra 5 e 8 mm che viene fornito in rotoli lisci o anche muniti di tacche che servono a migliorare l'aderenza con il calcestruzzo e a favorire l'ancoraggio. Per le strutture ad armatura pretesa non possono essere utilizzati i fili lisci;
- barra: prodotto laminato a sezione piena che viene fornita in rotoli o in elementi rettilinei di 25 m di lunghezza. Sono in genere fornite di risalti per favorire l'aderenza;
- treccia: fornita in rotoli costituite da gruppi di 2 o 3 fili avvolti ad elica intorno al loro comune asse longitudinale; diametro, passo e senso di avvolgimento dell'elica sono uguali per tutti i fili della treccia;
- trefolo: fornito in rotoli, realizzato da gruppi di fili avvolti ad elica in uno o più strati intorno ad un filo rettilineo disposto secondo l'asse longitudinale dell'insieme e completamente ricoperto dagli strati. Il passo e il senso di avvolgimento dell'elica sono uguali per tutti i fili di uno stesso strato.

### Caratteristiche meccaniche
Le caratteristiche meccaniche degli acciai per armature di precompressione possono variare a seconda della tecnologia produttiva, della composizione chimica dell'acciaio, delle dimensioni e della geometria.

Di norma le tensioni di rottura sono da 1,9 a 3,3 volte maggiori a quelle fornite da un FeB44k.

Indicativamente, con barre di diametro 12 ÷ 40 mm si può ottenere una resistenza a trazione nominale di 900 ÷ 1400 MPa; con fili trafilati a freddo di diametro 3 ÷ 12 mm si ottengono valori di 1500 ÷ 1800 MPa; con trefoli a 7 cavi di diametro 7 ÷ 18 mm si può arrivare a 1700 ÷ 2000 MPa.

Nel sistema di precompressione a cavi aderenti, per migliorare l'aderenza tra acciaio e calcestruzzo, si usano trecce di fili di piccolo diametro, mentre nel sistema di precompressione a cavi scorrevoli sono molto diffusi i cavi costituiti da fili di 5 ÷ 7 mm e le barre da 26 mm.

### Classificazione
Secondo l'Eurocodice 2, gli acciai armonici vengono classificati in base al valore caratteristico della tensione di snervamento allo 0,1%, che si indica con fp(0,1) k

La fp(0,1) k rappresenta il valore della tensione a cui corrisponde una deformazione plastica residua dello 0,1%.

Gli acciai armonici vengono classificati anche in base alla tensione di rottura a trazione (fpk) in base alle dimensioni e caratteristiche superficiali e in base al comportamento a rilassamento.

In base a quest'ultima grandezza l'Eurocodice 2 definisce tre classi di rilassamento:
- Classe 1: per fili e trefoli; alto rilassamento;
- Classe 2: per fili e trefoli; basso rilassamento;
- Classe 3: per barre.

## Acciaio per carpenteria

### Acciai laminati

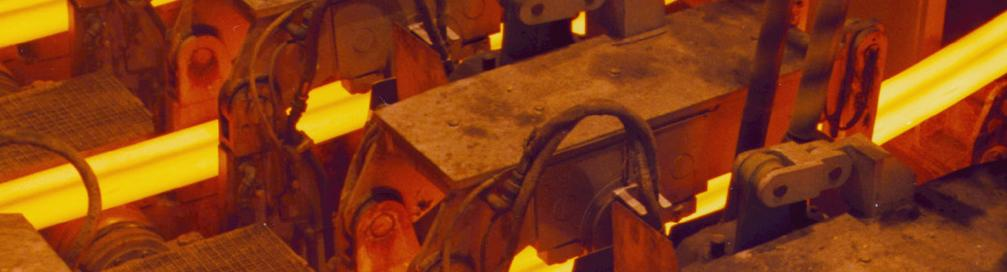
Colaggio dell'acciaio in colata continua

Gli acciai laminati si distinguono in:
- prodotti lunghi:
  - laminati mercantili (angolari, L, T, altri prodotti di forma);
  - travi ad ali parallele (HE, IPE, IPN)
  - laminati a U
- prodotti piani[4]
  - nastri o coils
  - lamiere e piatti
- prodotti cavi:
  - tubi prodotti a caldo
- prodotti derivati:
  - travi saldate (ricavate da lamiere o da nastri a caldo);
  - profilati a freddo (ricavati da nastro a caldo)
  - tubi saldati (cilindrici o di forma ricavati da nastro a caldo)
  - lamiere grecate (ricavate da nastro a caldo).

Schema di funzionamento del processo di laminazione.

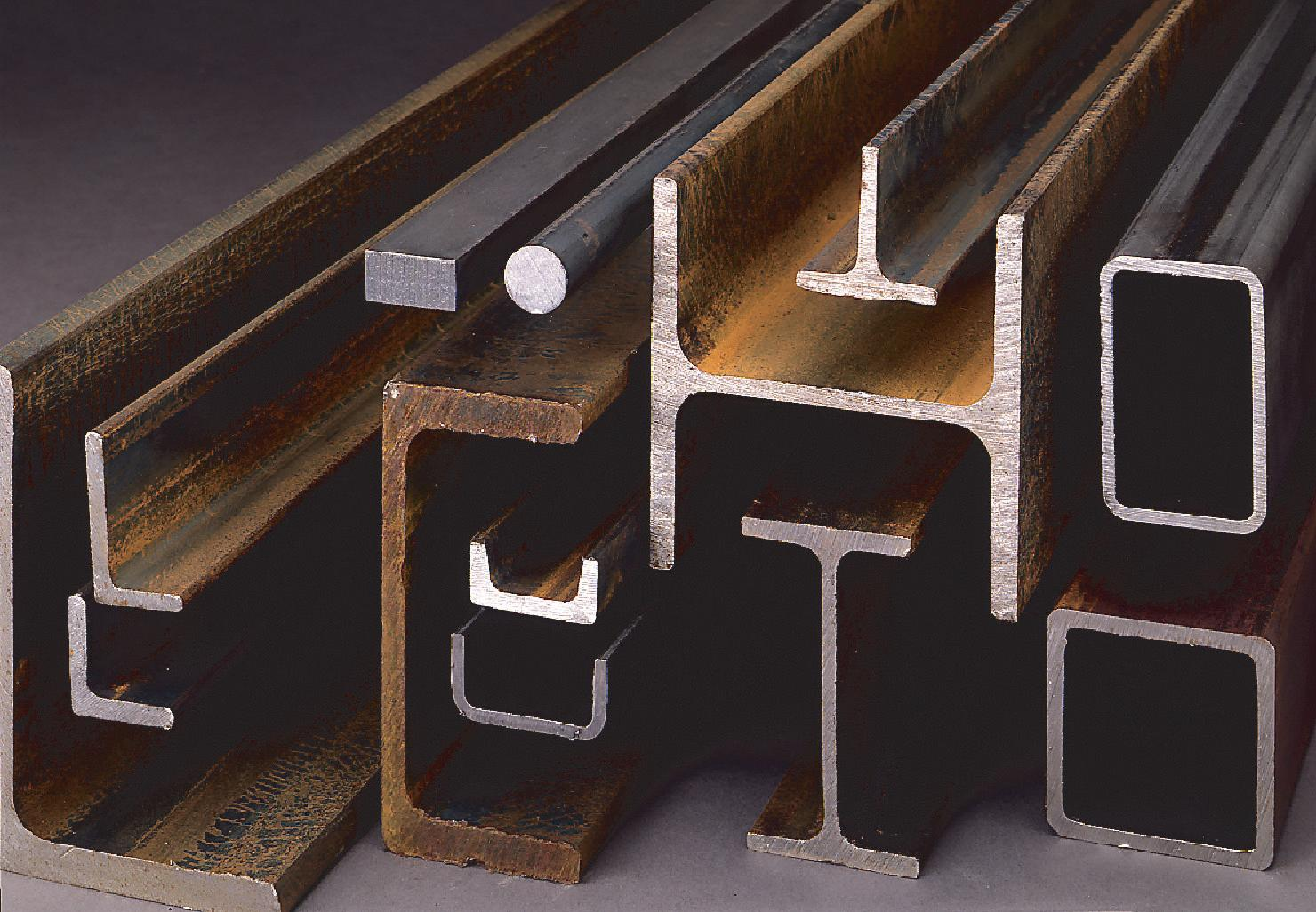
vari tipi di prodotti siderurgici

I più comuni prodotti sono:

#### Le lamiere
Sono acciai laminati in lastre piane nelle due direzioni.
In funzione dello spessore si distinguono in:
- lamiere sottili: quelle di spessore inferiore a 2 mm;
- lamiere medie: quelle di spessore variabile da 2 a 4 mm;
- lamiere grosse: quelle di spessore superiore a 5 mm.

Queste ultime sono le più impiegate nelle costruzioni; le lamiere sottili e medie sono impiegare soprattutto nei lavori da fabbro, da stagnino e da idraulico. In funzione della forma possono essere:
- piane;
- bugnate;
- nervate;
- ondulate;
- grecate.

Si indicano mediante le due dimensioni della loro sezione trasversale espresse in millimetri. Un piatto 80/10 è una lamiera di 10 mm di spessore e di 80 mm di larghezza.
Le lamiere sono impiegate nelle strutture che possono subire sforzi di trazione, compressione ma anche taglio. Le lamiere vengono utilizzati anche per la realizzazioni di profilati saldati a doppio T di dimensioni superiori a quelle standard.
Si utilizzano lamiere grosse di spessore variabile dai 16 ai 26 mm e altezza da 300 a 1700 mm. (si veda in seguito).

#### I piatti e larghi piatti
Sono prodotti piatti in tavole laminate in una sola direzione.
Pertanto piatti e lamiere che hanno le stesse dimensioni, differiscono tra loro nelle modalità di fabbricazione.
- I piatti (UNI EU 58) hanno uno spessore minimo di 3 mm ed una larghezza massima di 150 mm. Si indicano mediante le due dimensioni della loro sezione trasversale espresse in millimetri. Un piatto 80/10 è un ferro piatto di 10 mm di spessore e di 80 mm di larghezza.
- I larghi piatti (UNI EU 91) hanno uno spessore minimo di 6 mm ed una larghezza compresa tra 160 mm e 600 mm. Un largo piatto viene individuato con due numeri il primo indica la larghezza e il secondo lo spessore, ambedue espressi in millimetri, ad esempio un largo piatto di 800 mm di larghezza e di 16 mm di spessore si contraddistingue con 800/16.

I piatti vengono utilizzati ad esempio come fazzoletti di nodo nelle travi reticolari.
I larghi piatti sono impiegati soprattutto negli elementi sottoposti solamente a sforzi di trazione e di compressione.

#### I nastri
Il nastro è un prodotto piatto laminato che subito dopo la laminazione viene avvolto in rotoli.
A seconda della larghezza si distinguono in:
- nastri stretti e medi: larghezza < 600 mm;
- nastri larghi: larghezza ≥ 600 mm.

#### Le barre
Le barre sono prodotti profilati trafilati a caldo e normalmente vengono fornite in barre dritte ed eccezionalmente anche in fasci piegati.
La loro sezione può essere diversa, anche se le più comuni sono a sezione circolare e quadrata.
- I tondi (UNI EU 60) si indicano con il simbolo ∅ seguito da un numero che indica il diametro in millimetri. Pertanto un tondo ∅ 20 è un ferro di 20 mm di diametro.
- I quadri (UNI EU 59) si indicano con il simbolo formato da un quadrato con sbarra diagonale seguito da un numero che indica il lato in millimetri.

#### I tubi
I tubi sono elementi cavi e possono avere una sezione circolare, quadrata o rettangolare.
- I tubi tondi (UNI 7811) possono essere ottenuti per estrusione o saldatura longitudinale. I più affidabili sono quelli saldati. I tubi tondi si indicano con il simbolo ∅ seguito da due numeri che indicano rispettivamente il diametro esterno e lo spessore in millimetri (ad esempio ∅ 5/2). Sono utilizzati per elementi soggetti a compressione.
- I tubi quadri (UNI 7811 e UNI 7812) e i tubi rettangolari (UNI 7810 e UNI 7813) sono prodotti per piegature e successiva saldatura. Vengono indicati con tre numeri che rappresentano la lunghezza, l'altezza e lo spessore (100x20x2 oppure 100x100x2). I tubi quadri vengono utilizzati per la realizzazione di pilastri. Sono più costosi degli HE e pertanto meno usati.

#### I profilati
Sono prodotti profilati trafilati a caldo forniti in barre dritte.
Hanno sezioni trasversali che ricordano delle lettere U, L, T, ecc.
Per la realizzazione di strutture ed elementi portanti in acciaio si utilizzano una serie di profilati commerciali. Le fonderie infatti producono acciai da carpenteria seguendo precisi standard internazionali riguardo alla forma della sezione della barra; le più comuni sono:

##### Sezioni a doppio T

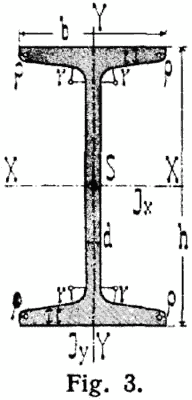
Sezione a doppio T del tipo INP.

Sono profilati costituiti da due ali a facce esterne parallele collegate con un'anima perpendicolare per mezzo di raccordi circolari.

Le sezioni sono ottimizzate, ovvero quasi tutto il materiale esplica la sua resistenza sotto sollecitazione.

Le prime applicazioni di profilati ottimizzati, una volta compreso che la semplice sezione rettangolare "sprecava" inutilmente materiale al centro, sono stati i binari.

I profilati a doppio T sono di diversi tipi:
- IPE (UNI 5398-78), acronimo di European Profile (I richiama la forma): nei quali le facce interne delle ali sono parallele alle facce esterne. Le sezioni hanno l'altezza dell'anima circa doppia la larghezza delle ali. Sono indicate dalla dicitura IPE e sono seguite da un numero che indica l'altezza in millimetri (ad esempio IPE 100). Poiché hanno un'ellisse centrale d'inerzia molto allungata in direzione dell'anima, lavorano molto bene a flessione retta con asse di sollecitazione parallelo all'anima stessa. Travi IPE sono utilizzate ad esempio come nervature (dette putrelle) dei solai in acciaio. Proprio per la loro forma allungata gli IPE non lavorano bene come pilastri perché non garantiscono una affidabilità all'innesco dei fenomeni di instabilità. Un tempo, a causa dell'elevato costo del materiale e con disponibilità di manodopera, si lavorava in cantiere un IPE grande, tagliandola in diagonale e risaldandola creando una trave di lunghezza doppia a sezione variabile (con il massimo a metà). Oggi la situazione è esattamente opposta e quindi si tendono a ridurre le operazioni in cantiere prelevando le putrelle già pronte realizzate in officina.
- HE (UNI 5397-78), (European, H richiama la forma): sezioni con base circa uguale all'altezza. Vengono prodotti in 3 tipi a seconda dello spessore crescente dell'ala che è comunque maggiore di quello dell'anima: a) A: serie leggere; b) B: serie media; M: serie pesante. Sono indicate dalla dicitura HE, seguita da una lettera indicante la serie e da un numero che indica l'altezza in millimetri (ad esempio HEA100). A parità di altezza un HEB100 è più pesante di un HEA100. Avendo un'ellisse centrale d'inerzia quasi rotonda sono molto utilizzati come pilastri poiché garantiscono un minor rischio di innesco di fenomeni di instabilità).
- INP (UNI EU 5679-65), acronimo di Normal Profile (I richiama la forma): profilati a doppio T ad ali rastremate: rispetto agli IPE sono caratterizzati dall'inclinazione (14%) della faccia interna dell'ala rispetto alla faccia esterna. Sono stati introdotti per migliorare l'andamento delle tensioni tangenziali ma hanno lo svantaggio di essere più pesanti e presentano problemi quando bisogna raccordarli ad altri profilati, per cui non sono usati frequentemente.

##### Sezioni a doppio T saldate
Nel caso in cui fosse necessario utilizzare profilati a doppio T di grande sezione, le lamiere o i piatti larghi possono essere composte, mediante saldatura.
L'industria pertanto produce una serie di profilati a doppio T saldati che sono la ideale prosecuzione delle varie serie standardizzate. Ad esempio superato l'IPE 600 tale serie può proseguire con gli ISE che sono costituiti da lamiere saldate.
La prosecuzione degli HE è la HSH.
Gli ISE vengono denominati con la sigla ISE e due numeri, il primo indica l'altezza in millimetri il secondo il peso in kg/m (ad esempio ISE 800/178). Lo stesso vale per gli HSH (ad esempio HSH 500/270).
Esistono altri profilati saldati a doppio T, che sono denominati:
- HSA - comprende profili con larghezza delle ali superiore a 300 mm minore dell'altezza
- HSL - comprende profili uguali od assimilabili a quelle previste per le travi HEA
- HSE - comprende profili uguali od assimilabili a quelle previste per le travi HE
- HSD - comprende profili a doppio T con ali diverse
- HSU - comprende profili a doppio T con altezze superiore di 1000 mm

La denominazione di queste travi saldate è analoga a quella utilizzata per le travi ISE e HSH. Le caratteristiche geometriche delle travi saldate a doppio T in commercio sono riportate in appositi sagomari.

##### Angolari

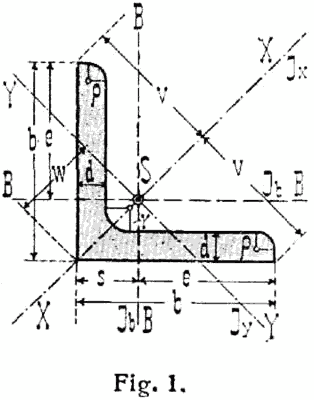
Sezione a L.

Gli angolari vengono chiamati anche cantonali o profilati a L. Sono costituiti da due bracci perpendicolari.
Possono essere di due tipi:
- ad ali uguali (UNI EU 66): si designano con la lettera L e due numeri che indicano rispettivamente la lunghezza dell'ala in millimetri e lo spessore dell'ala sempre in millimetri (ad esempio L60x6);
- ad ali disuguali (UNI EU 57): si designano con la lettera L seguita da tre numeri che indicano rispettivamente la lunghezza dei due lati e lo spessore espressi in millimetri (ad esempio L 80x60x7).

Gii angolari di entrambi i tipi sono realizzati sia con spigoli vivi che con spigoli arrotondati.

Per la loro particolare forma non vengono utilizzati da soli ma accoppiati di spalla o a farfalla. L'accoppiamento di spalla ad esempio si usa per realizzare le aste di parete delle strutture reticolari o calastrellate. Spesso per realizzare pilastri di grosse dimensioni si usa accoppiare di faccia quattro angolari ottenendo una sezione di forma quadrata che pertanto garantisce una ellisse centrale d'inerzia quasi tonda.

Vengono anche utilizzati per realizzare i nodi di collegamento tra profilati.

##### Profilati a U

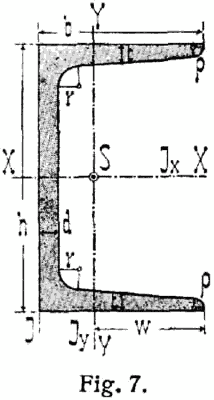
sezione a U del tipo UPN

Sono costituiti da un'anima e da due ali raccordate all'anima in corrispondenza di una delle loro estremità. Vengono chiamati anche profilati a C. Sono di due tipi:
- UPN (UNI EU 54 e UNI 5680-73), acronimo di Normal Profile (U richiama la forma), profilati a U ad ali rastremate: nei quali le facce interne delle ali sono inclinate dell'8% rispetto alle facce esterne (ali rastremate). Si indicano con la sigla UPN seguita dall'altezza in millimetri (ad esempio UPN100).
- UPA - profilati a U ad ali parallele: nei quali le due facce delle ali sono parallele. Sono poco utilizzati.

A causa della loro forma asimmetrica nella direzione dell'anima, sono profilati poco adatti da soli ad essere utilizzati per strutture inflesse, poiché alla sollecitazione flesso-taglianti normalmente si accompagna anche una torsione. Tuttavia accoppiandoli di faccia o di spalla si possono realizzare sezioni simmetriche con un'ellisse centrale d'inerzia abbastanza tonda e quindi in questo modo vengono utilizzati per strutture atte a sopportare sforzi normali come pilastri (accoppiamento di faccia) o correnti compressi di travature reticolari (accoppiamento di spalla). Da soli ad esempio sono impiegati come cosciali delle scale metalliche.

##### Profilati a T
Sono costituiti da un'ala e un'anima perpendicolare. Possono essere a spigoli arrotondati o a spigoli vivi. Si indicano con la lettera T seguita da tre numeri che indicano rispettivamente l'altezza, la larghezza e lo spessore in millimetri (ad esempio T 100x100x7). Sono impiegati più frequentemente come ferri portavetro.
La normativa di riferimento è la UNI 5681

##### Profili speciali

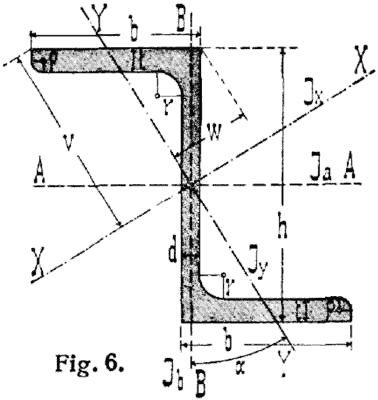
Sezione a Z

Esiste una gamma di profili che permettono di realizzare i collegamenti che servono per la piccola carpenteria metallica. Questi profili non sono normalizzati come quelli citati sopra e non sono impiegati nella carpenteria propriamente detta

### Certificazione
Gli acciai utilizzabili per la realizzazione di strutture metalliche e di strutture composte (es. acciaio - calcestruzzo) devono possedere marcatura CE secondo il DPR n.246/93 e successivi decreti attuativi, inoltre devono essere conformi ai requisiti delle seguenti normative europea armonizzata:
- per i laminati - UNI EN 10025;
- per i tubi senza saldatura - UNI EN 10210;
- per i tubi saldati; UNI EN 10219-1.

Gli acciai devono recare la marcatura CE.
La marcatura CE non rappresenta un marchio di qualità del prodotto ma sta a significare che il prodotto soddisfa i requisiti essenziali previsti per quel prodotto e per l'impiego previsto
Per la marcatura degli acciai per carpenteria si applica il sistema 2+ di attestazione di conformità CE. e cioè:
- livello 2+: è richiesta una dichiarazione di conformità CE di conformità alla norma UNI EN di riferimento rilasciata dal produttore accompagnata dalla certificazione del Controllo del processo di Fabbrica (Factory Control Production o FPC) rilasciata da un organismo notificato.

Generalmente la marcatura CE avviene mediante l'apposizione di un'etichetta direttamente sui prodotti, o sull'imballaggio ovvero mediante stampa dell'etichetta sul Documento di Trasporto (DDT).
Il lay-out ed il contenuto di informazioni dell'etichetta viene descritto nei punti successivi
Ogni fornitura proveniente da impianti di produzione dell'acciaio deve essere accompagnata dalla seguente documentazione:
- documento di trasporto (DDT) con la data di spedizione il destinatario ed il riferimento alla quantità, al tipo di acciaio e al destinatario.
- dichiarazione di conformità CE rilasciata dal produttore riportante almeno le seguenti indicazioni:
  - dati del costruttore e del legale rappresentante
  - nome dell'azienda produttrice
  - dati descrizioni generale del prodotto
  - indirizzo dello stabilimento
  - norme e direttive a cui il prodotto è conforme
  - numero dell'FPC
  - informazioni relative alla produzione es: n° matricola, lotto, partita, ultime due cifre dell'anno di produzione
  - data e firma autografa di chi la sottoscrive
- certificazione del Controllo del processo di Fabbrica rilasciato da un organismo notificato

Inoltre deve essere presente l'etichetta riportante il simbolo CE applicata sull'imballaggio o sul prodotto o sul DDT.
L'acciaio può provenire anche da impianti che lavorano nastri lamiere, ecc. realizzate da un produttore. Tali impianti sono definiti centri di trasformazione (CDT) i quali devono essere dotati dell'Attestato di avvenuta dichiarazione di attività (ADA), rilasciato dal Servizio Tecnico Centrale (STC) del Consiglio Superiore dei LL.PP.
Sull'ADA deve essere riportato: numero dell'ADA da riportare sul DDT;
nome dell'azienda di trasformazione; logo o il marchio del centro di trasformazione; indirizzo dello stabilimento; riferimento alla norma D.M. 17.01.2018; data di emissione (validità 1 anno). Il D.M. del 17.01.2018 (NTC) (dal p.to 11.3.4.11.2.1 al p.to 11.3.4.11.2.4) individua i seguenti tipi di centri di trasformazione:
- centri di produzione di lamiere grecate e profilati formati a freddo - sono quegli impianti che ricevono nastri o lamiere dagli impianti di produzione e da questi realizzano lamiere grecate e profilati formati a freddo;
- centri di prelavorazione di componenti strutturali - sono quegli impianti che ricevono dai produttori di acciaio gli elementi base (prodotti lunghi e/o piani) e con questi realizzano elementi singoli prelavorati che vengono utilizzati nelle officine di produzione che realizzano strutture complesse;
- officine per la produzione di carpenterie metalliche;
- officine per la produzione di bulloni e chiodi.

Se la fornitura è effettuata da un centro di trasformazione la documentazione a corredo della fornitura deve essere costituita di norma:
- dalla dichiarazione sul DDT degli estremi dell'ADA recante il logo o il marchio del centro di trasformazione;
- dall'attestazione inerente all'esecuzione di tutte le prove di controllo previste e fatte eseguire dal Direttore tecnico del centro di trasformazione (p.to 11.3.1.7 del D.M. 17.01.2018);
- su richiesta del Direttore dei lavori, copia dei certificati relativi alle prove eseguite nei giorni in cui la lavorazione è stata effettuata.

Il Direttore dei Lavori prima della messa in opera è tenuto a verificare quanto sopra indicato e deve verificare che il prodotto viaggi con regolare etichetta e riporti il marchio CE con tutti i dati necessari
Le forniture non conformi devono essere rifiutate.

### Etichetta CE
L'etichetta con il simbolo di marcatura CE, che deve essere applicata sul prodotto o sull'imballaggio o sul DDT, nella versione semplificata deve riportare almeno le seguenti informazioni:
- marcatura di conformità CE, consistente nel simbolo «CE»
- numero di identificazione dell'Organismo di certificazione (es. 0123)
- nome o marchio identificativo e indirizzo del produttore
- ultime due cifre dell'anno in cui è stata applicata la marcatura (es. 10 per 2010)
- numero del certificato di conformità dell'FPC (es. 0123CPD). Spesso tale numero è associato al precedente (es. 0123CPD-010)
- norma a cui il prodotto e conforme

Nella forma estesa (metodo 3) l'etichetta può contenere:
- descrizione del prodotto
- informazioni sul prodotto e sulle caratteristiche rilevanti

### Controlli di accettazione in cantiere
Il Direttore dei Lavori è obbligato ad eseguire i controlli di accettazione sull'acciaio consegnato in cantiere, in conformità con le indicazioni contenute nel D.M. 17/01/2018 al punto 11.3.4.11.3.
Un prelievo è costituito da almeno 3 saggi dai quali, presso i laboratori di prova, vengono estratti i provini da sottoporre ai test.
Il saggio è costituito da uno spezzone di profilato di lunghezza almeno pari a 500 mm.
Per l'effettuazione delle prove meccaniche previste dalla normativa il Direttore dei Lavori deve effettuare dei prelievi per ogni lotto di spedizione, secondo le seguenti specificazioni, che variano in base ai tipi di materiali pervenuti in cantiere:
- Elementi di Carpenteria Metallica: 3 prove ogni 90 tonnellate; il numero di campioni, prelevati e provati nell’ambito di una stessa opera, non può comunque essere inferiore a tre. Per opere per la cui realizzazione è previsto l’impiego di quantità di acciaio da carpenteria non superiore a 2 tonnellate, il numero di campioni da prelevare è individuato dal Direttore dei Lavori, che terrà conto anche della complessità della struttura.
- Lamiere grecate e profili formati a freddo: 3 prove ogni 15 tonnellate; il numero di campioni, prelevati e provati nell’ambito di una stessa opera,, non può comunque essere inferiore a tre. Per opere per la cui realizzazione è previsto l’impiego di una quantità di lamiere grecate o profili formati a freddo non superiore a 0,5 tonnellate, il numero di campioni da prelevare è individuato dal Direttore dei Lavori.
- Bulloni e chiodi: 3 campioni ogni 1500 pezzi impiegati; il numero di campioni, prelevati e provati nell’ambito di una stessa opera, non può comunque essere inferiore a tre. Per opere per la cui realizzazione è previsto l’impiego di una quantità di pezzi non superiore a 100, il numero di campioni da prelevare è individuato dal Direttore dei Lavori.
- Giunzioni meccaniche: 3 campioni ogni 100 pezzi impiegati; il numero di campioni, prelevati e provati nell’ambito di una stessa opera, non può comunque essere inferiore a tre. Per opere per la cui realizzazione è previsto l’impiego di una quantità di pezzi non superiore a 10, il numero di campioni da prelevare è individuato dal Direttore dei Lavori.

I provini vengono prelevati in corrispondenza dei punti della sezione del profilato indicati in appendice alla norma UNI EN 10025 – V (per i profilati più comuni).
La provetta deve riportare il marchio identificativo del produttore affinché questo venga riportato sul certificato di prova prodotto dal laboratorio che dovrà effettuare le prove meccaniche.
Il provino deve avere le seguenti dimensioni:
- larghezza: ≥ 25 mm;
- lunghezza: ≥ 500 mm.

Queste provette vengono sottoposte in laboratorio a prove:
- di trazione dal quale si ricavano i valori della tensione di snervamento, la tensione di rottura e l'allungamento percentuale
- resilienza

Se la fornitura è di un centro di trasformazione il Direttore dei Lavori può effettuare i controlli di legge direttamente presso lo stabilimento di trasformazione.

### Caratteristiche meccaniche
Gli acciai di uso generale laminati a caldo, in profilati, barre, larghi piatti, lamiere, ecc., utilizzati nelle costruzioni metalliche (acciai da carpenteria) fino al D.M. LL.PP. del 9 gennaio 1996 potevano solo essere di tre tipi:
- Fe 360;
- Fe 430;
- Fe 510.

Il numero a destra della sigla Fe indica il valore della resistenza unitaria di rottura a trazione espressa in MPa, la eventuale ulteriore lettera indica la tenacità dell'acciaio.
Lo stesso D.M. per gli acciai per getti (definiti dalla lettera G) utilizzati per lavorazioni particolari indicava i seguenti tipi:
- Fe G 400;
- Fe G 450;
- Fe G 520.

Anche in questo caso il numero indica la resistenza unitaria di rottura a trazione in MPa.
Con l'entrata in vigore del D.M. del 14 gennaio 2008 gli acciai da carpenteria (laminati a caldo con profili a sezione aperta) devono appartenere al grado da S 235 a S 460 secondo le UNI EN 10025 - 95 (il numero alla destra della S indica la tensione caratteristica di snervamento espressa in MPa).
Nel caso di laminati a caldo con profili a sezione cava l'acciaio viene indicato come nel caso precedente con l'aggiunta finale di H: es. S235H.
Qui di seguito è riportata una tabella con i valori nominali di tensione di snervamento caratteristica e tensione a rottura per trazione di elementi con spessore inferiore o uguale a 40 mm:
| Classe        | Tensione di snervamento caratteristica | Tensione a rottura caratteristica |
| S235 (Fe 360) | 235 MPa                                | 360 MPa                           |
| S275 (Fe 430) | 275 MPa                                | 430 MPa                           |
| S355 (Fe 510) | 355 MPa                                | 510 MPa                           |
| S450          | 440 MPa                                | 550 MPa                           |

La resistenza di calcolo da utilizzare nei dimensionamenti delle strutture metalliche è ottenuta dividendo la resistenza caratteristica per opportuni coefficienti di sicurezza del materiale e di modello.

## Normativa di riferimento
- CNR 10027/85: Strutture in acciaio per opere provvisionali: istruzioni per il calcolo, l'esecuzione, il collaudo e la manutenzione - .
- D.M. 17 gennaio 2018: Nuove norme tecniche per le costruzioni
- UNI EN 10025-1:2004: Prodotti laminati a caldo di acciai per impieghi strutturali - Parte 1: Condizioni tecniche generali di fornitura
- UNI EN 10025-2:2004: Prodotti laminati a caldo di acciai per impieghi strutturali - Parte 2: Condizioni tecniche di fornitura di acciai non legati per impieghi strutturali